# 社長漫遊記
『社長漫遊記』（しゃちょうまんゆうき）は、1963年1月3日に東宝系で公開された日本映画。カラー。東宝スコープ。
キャッチコピーは「美人かき分け浮気旅! &3年型デラックス大型喜劇」。

## 概要
『社長シリーズ』第16作。
地方ロケは若松市、戸畑市（現在の北九州市若松区、戸畑区）で、前年開通した「若戸大橋」や、同橋開通を記念した博覧会が映される。また博多帝国ホテル（1969年閉鎖）も登場する。

## スタッフ
- 製作：藤本真澄
- 脚本：笠原良三
- 監督：杉江敏男
- 撮影：完倉泰一
- 照明：猪原一郎
- 美術：村木忍
- 録音：増尾鼎
- 音楽：神津善行
- 編集：小畑長蔵
- 助監督：野長瀬三摩地
- スチール：荒木五一
- 整音：下永尚

## 出演者
- 堂本平太郎：森繁久彌
- 堂本あや子：久慈あさみ
- 堂本可那子：中真千子
- 堂本周二：江原達怡
- 山中源吉：加東大介
- 山中よし子：東郷晴子
- 木村進：小林桂樹
- 木村てつ：英百合子
- 多胡久一：三木のり平
- れん子：淡路恵子
- 〆奴：池内淳子
- 大浦タミエ：藤山陽子
- 上野勝子：雪村いづみ
- ウイリー田中：フランキー堺
- ジョン：ジョージ・ルイカー
- 権藤：河津清三郎
- ホステスＡ子：塩沢とき
- 堂本家女中：峯丘ひろみ
- 天婦羅屋女中：小沢憬子
- 河童旅館の女中：中野トシ子
- マリリンの客：大友伸

## 同時上映
『太平洋の翼』
- 監督：松林宗恵／主演：三船敏郎